# Vanhoeffenura challengeri
Vanhoeffenura challengeri är en kräftdjursart som först beskrevs av Wolff 1962.  Vanhoeffenura challengeri ingår i släktet Vanhoeffenura och familjen Munnopsidae. Inga underarter finns listade i Catalogue of Life.